# Alte Schleuse Niegripp
Die Alte Schleuse Niegripp, vorher nur Schleuse Niegripp, ist ein Schleusenbauwerk im Ort Niegripp im zentralen Sachsen-Anhalt.

## Beschreibung
Die Alte Schleuse Niegripp befindet sich im Niegripper Altkanal, einer Bundeswasserstraße. Die Schleuse wurde als Schleuse Niegripp während des Baus des Ihlekanals 1865 bis 1872 errichtet. Sie ermöglichte je nach Wasserstand der Elbe den Ab- oder Aufstieg zu dieser. 1883 bis 1891 wurde der Ihlekanal erweitert.
1926 bis 1938 wurden der Plauer und der Ihlekanal zum Elbe-Havel-Kanal ausgebaut. Im Zuge des Ausbaus und der Planung des Baus des Wasserstraßenkreuzes Magdeburg errichtete man südwestlich den Niegripper Verbindungskanal mit der Neuen Schleuse Niegripp. Das westliche Ende des Ihlekanals, in dem sich die Alte Schleuse Niegripp befindet, wurde zum Niegripper Altkanal. Der Betrieb der alten Schleuse wurde eingestellt. Die Stemmtore der Schleuse wurden abgebaut und in der Schleusenkammer ein Erdwall als Abschlussdeich zwischen Kanal und Elbe aufgeschüttet. Bis an die Schleuse heran ist der Altkanal elbseits schiffbar und Bundeswasserstraße mit der Bezeichnung Altstrecke Ihlekanal bei Niegripp.
Die Schleuse ist als Baudenkmal ausgewiesen.